# Minuartia bosniaca
Minuartia bosniaca är en nejlikväxtart som först beskrevs av Günther von Mannagetta und Lërchenau Beck, och fick sitt nu gällande namn av K. Maly. Minuartia bosniaca ingår i släktet nörlar, och familjen nejlikväxter. Inga underarter finns listade i Catalogue of Life.